# Bořice (okres Chrudim)
Obec Bořice (německy Borschitz, dříve česky Boršice) se nachází v okrese Chrudim, kraj Pardubický. Žije zde 186 obyvatel. Ačkoli se obec nečlení na části, kromě vlastních Bořic je její součástí i ZSJ Podbor.

## Geografie
Bořice leží v povodí řeky Novohradky v nadmořské výšce od 238 do 276 metrů nad mořem. Obec je vzdálena od Pardubic 16 km, od Chrudimě 11 km.

## Občanská vybavenost
Ve středu obce je prodejna potravin, hostinec a malý sportovní areál, který je často využíván hlavně k nohejbalovým akcím. Dlouho tradici má Sbor dobrovolných hasičů, který byl založen roku 1891 a v roce 1959 se propracoval až do celostátního finále soutěže hasičských sborů v Bratislavě. Od roku 1924 existuje fotbalový oddíl TJ Sokol s vhodně umístěným hřištěm v Podboru u lesa. Kulturní a společenské akce pořádá také Český červený kříž.

## Historie
První písemná zmínka o obci pochází z roku 1382.
Obec ve středověku tvořila tvrz se zemanským dvorem a sady, kolem nichž vyrůstala hospodářská stavení a selské usedlosti. Ani Bořicím se nevyhnuly hrůzy třicetileté války. Po jejím skončení byly k roku 1652 zmiňovány v obci zemanský dvůr, dva sedláci s potahem, šest zahradníků a šest pustých hospodářství. K roku 1654 jsou evidovány ještě 3 opuštěné usedlosti. Teprve v roku 1664 byly dosazeni vrchností další dva sedláci na opuštěné statky. V roku 1790 je v Bořicích počítáno 28 čísel a v roce 1933 již 63 čísel s 368 obyvateli.
V roce 1880 byly již Bořice samostatnou obcí, dříve šlo o sadu obce Hrochův Týnec. V roce 1910, kdy došlo ke sloučení Bořic a Podboru v jednu katastrální obec, bylo napočítáno 81 domů a 469 obyvatel.
V obci byla vystavěna v roce 1905 obecní škola jako jednotřídka a druhá třída byla připojena na začátku l. světové války v roce 1914. V roce 1961 byla zrušena s tím, že místní děti docházejí do Hrochova Týnce.
Druhá světová válka neměla v obci naštěstí žádný ničivý účinek. Po skončení 2. světové války byl v Podboru vybudován památník nad hrobem Neznámého vojína Rudé armády.

## Doprava
Obec je obsluhována především osobními vlaky na trati Chrudim - Borohrádek se zastávkou Bořice při severozápadním okraji Bořic. Autobusová doprava čítá jen několik spojů denně a jediná zastávka leží v části Podbor.